# Šavnik
Šavnik (montenegrói nyelven: Шавник, kiejtése [ʃǎv̞niːk]) falu Montenegróban, az Északi régióban, Šavnik község közigazgatási központja. Három folyó – a Bukovica, a Bijela és a Šavnik – találkozásánál található, 840 méteres magasságban. A község legalacsonyabban fekvő települése.

## Története
Šavnik viszonylag új település a térség legtöbb, több évszázados múltra visszatekintő településével ellentétben, csak 1861-ben alapították. Montenegró és Bosznia-Hercegovina más részeiből bevándorlók népesítették be, főként kézművesek, kereskedők és kovácsok, akikre a helyi gazdáknak szükségük volt. A terület fűzfákkkal nőtt hely volt, amelyről az újonnan alakult város a nevét is kapta.
Mielőtt a mai város helyén felépültek volna az első házak, a Šavnik folyón két malom működött. Az első három ház, amelyet Šavnikban építettek, egy kocsma volt bolttal, egy puskajavító műhely és egy kovácsműhely. A város hamarosan a Drobnjaci régió központjává vált, és magába foglalta a postahivatalt, az iskolát, a bíróságot és a katonai őrhelyet is.
A Jugoszláv időkben az iparosodás többnyire elkerülte Šavnikot, így az összes fontosabb tranzitút vagy vasúti összeköttetés is, és a város gazdasága stagnált. Šavnik és az egész község lakossága azóta lassan, de folyamatosan csökken. A lakosok többsége Nikšićbe és Dél-Montenegróba vándorol, ezért Šavnik gyakran a szegény és hanyatló város szinonimája. Šavnik gazdasági kilátásait az új Risan – Nikšić – Šavnik – Žabljak út, valamint Žabljak, Montenegró egyik fő hegyvidéki turisztikai központjának közelsége fellendítheti a város forgalmát.

## Népesség
Šavnik, Šavnik község közigazgatási központja, 2023-ban a községnek 1588, a falunak 364 lakosa volt.

## Gallery

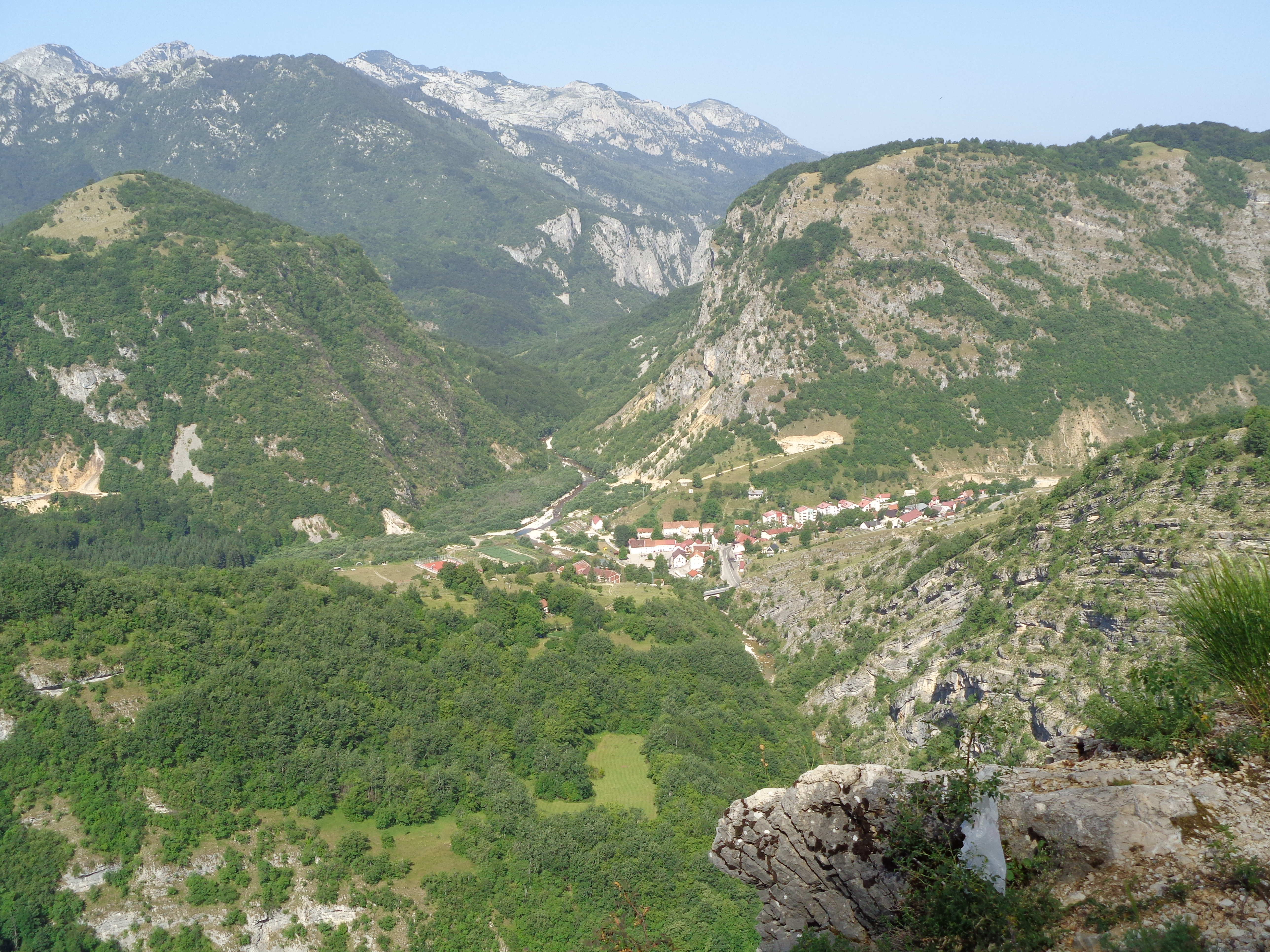
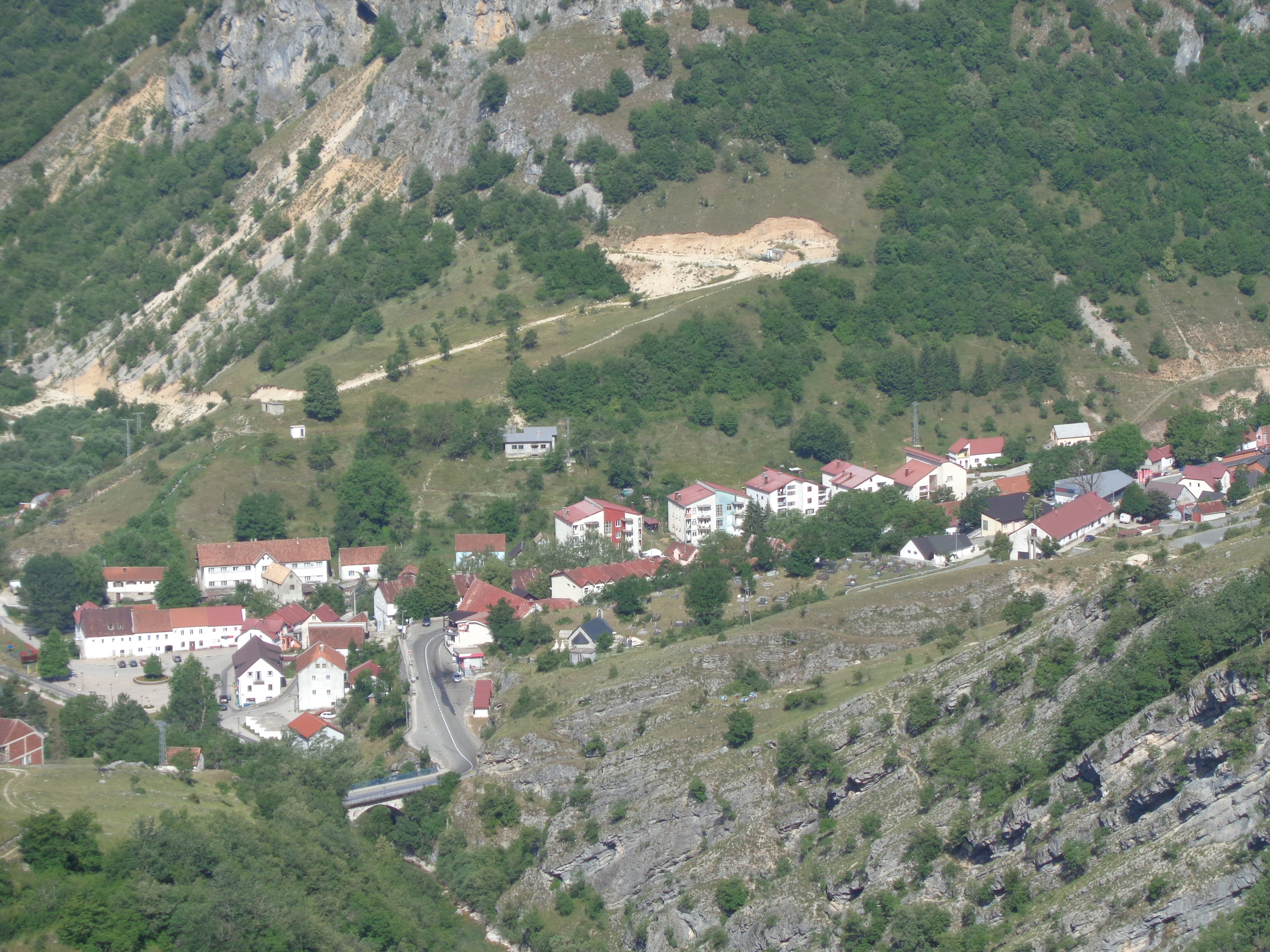
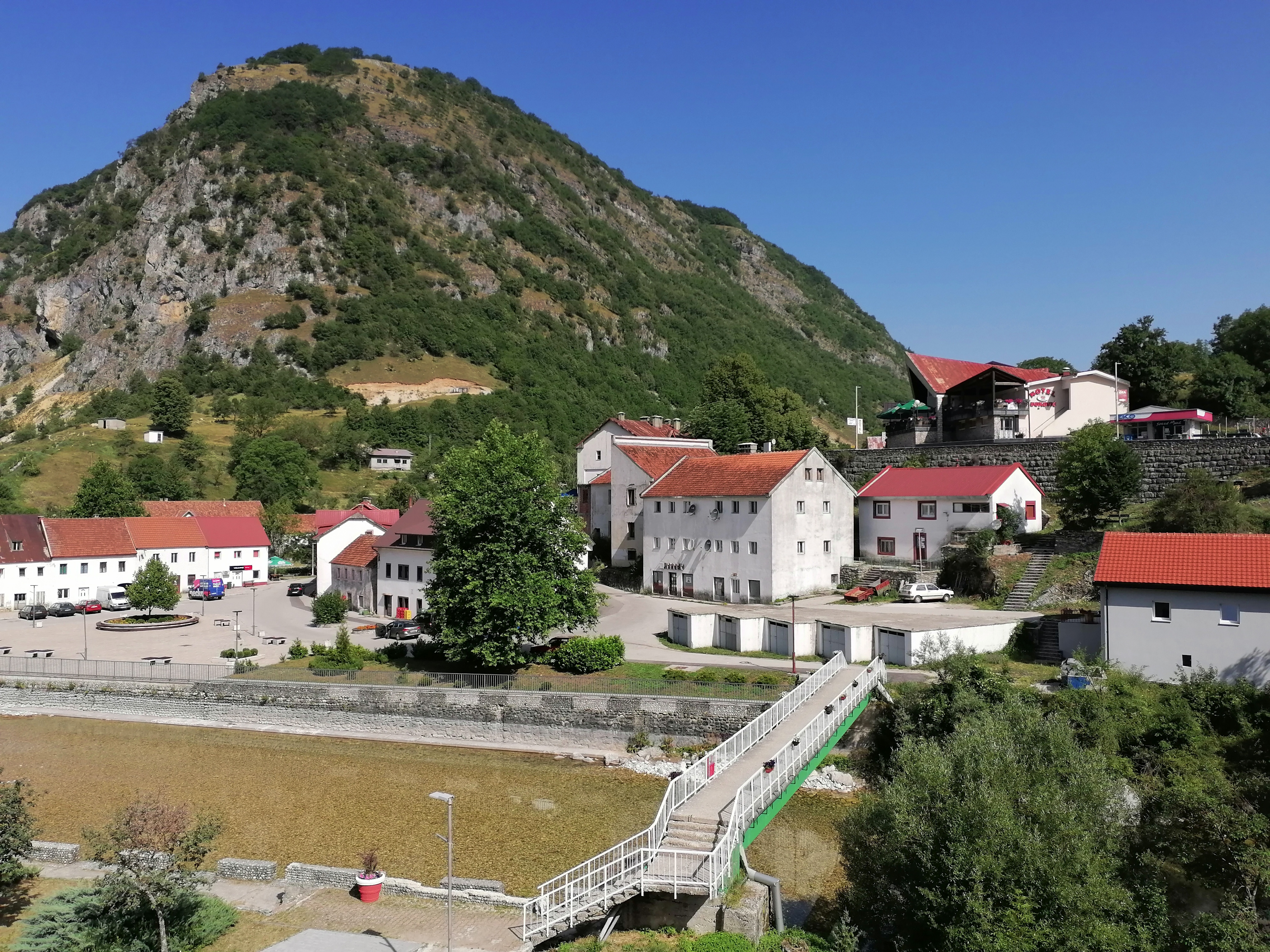
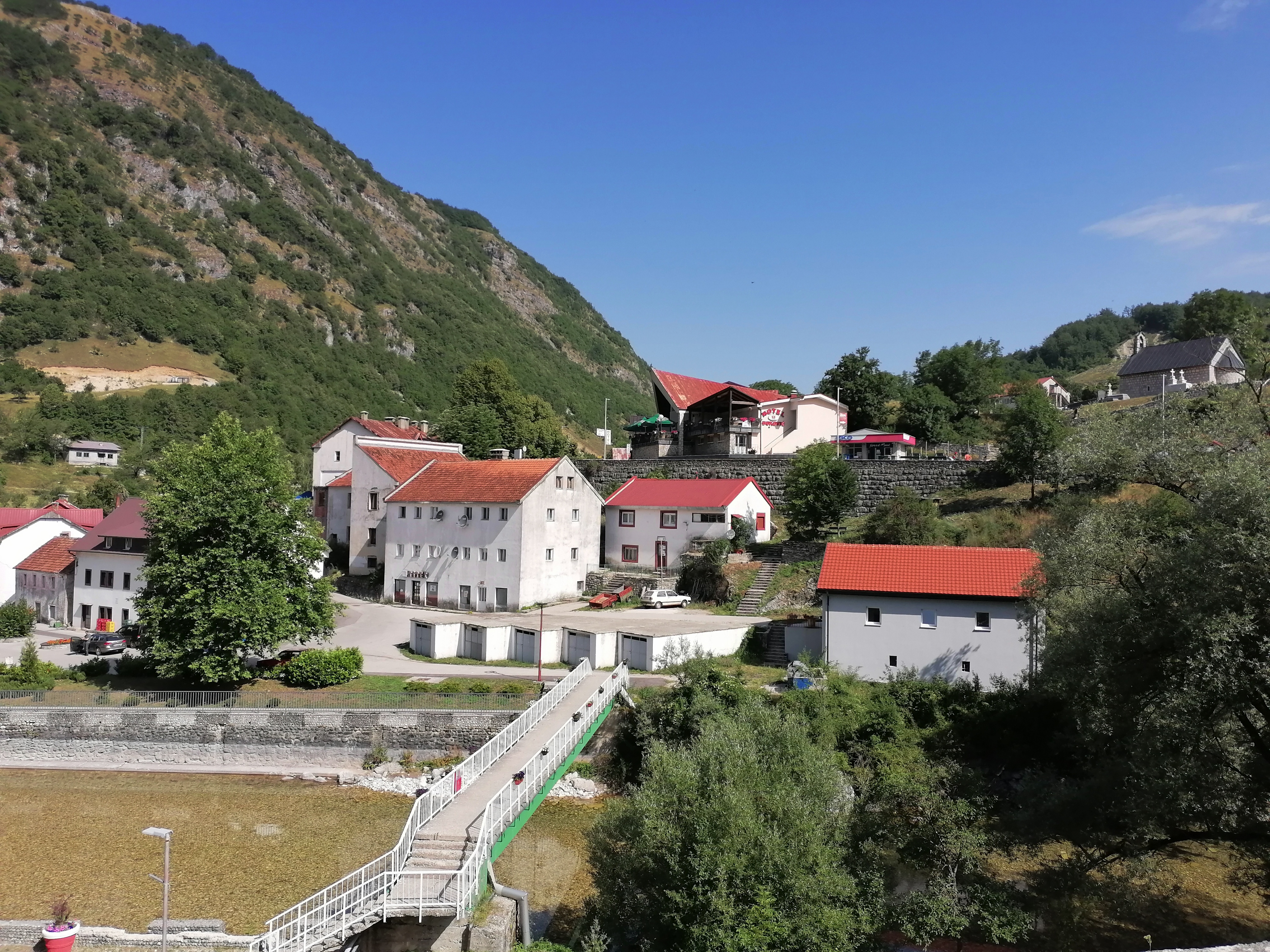
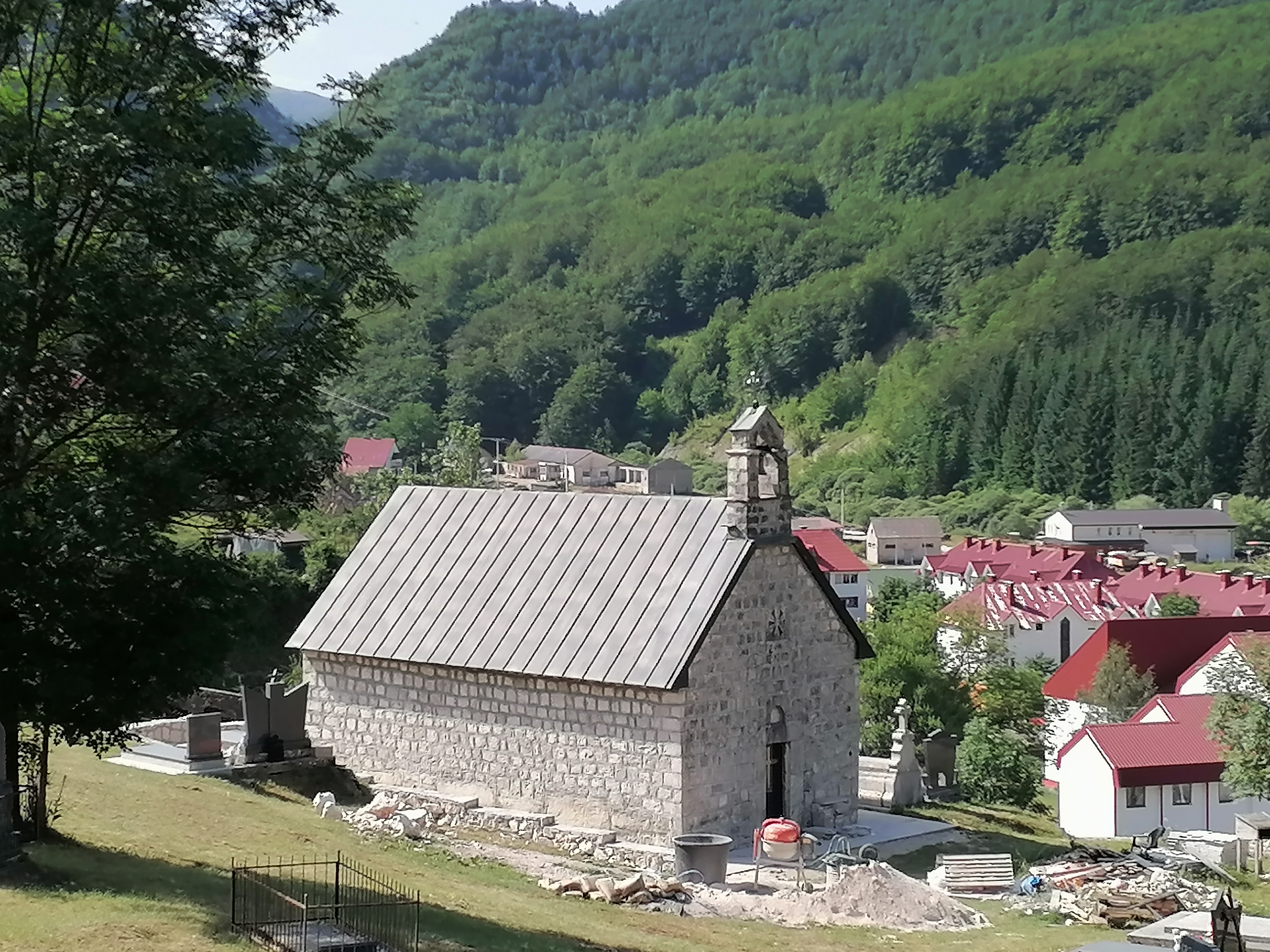

## Šavnikiak
- Radovan Karadžić (1945), volt boszniai szerb elnök, a településhez tartozó Petnjicában született
- Andrija Mandić (1965), politikus
- Zoran Lazarević (1967), katona
- Vlado Jeknić (1983), válogatott labdarúgó

## Fordítás
- Ez a szócikk részben vagy egészben  a(z)   Šavnik című angol Wikipédia-szócikk ezen változatának fordításán alapul.  Az eredeti cikk szerkesztőit annak laptörténete sorolja fel. Ez a jelzés csupán a megfogalmazás eredetét és a szerzői jogokat jelzi, nem szolgál a cikkben szereplő információk forrásmegjelöléseként.